# بوحة الصباح (شخصية)
بوحة الصباح هي شخصية خيالية كوميدية قام بأدائها الممثل المصري محمد سعد، وقد ظهرت الشخصية لأول مرة في فيلم بوحة والذى يعد علامة فارقة في تاريخ السينما المصرية.

## سمات وملامح الشخصية
شديد وقوى وشجاع ويعتقد وأنة قادر على هزيمة أي أحد ويتميز بالجدعنة والطيبة ونبرة الصوت الغريبة ويتحدث بأسلوب شعبى ويتميز بخفة الدم وافيهاتة الخاصة بة وتعبيرات وجهة الساخرة والمميزة التي يصعب على اى شخص عادى فعلها وهو يحب أن يفرض سيطرتة على من حولة 

## الشخصية في الأعمال المختلفة
- فيلم بوحة (2005)
- برنامج وش العسد (2016)
- مسرحية صبح صبح (2017)
- مسرحية فوق كوبرى ستالى (2019)